# Gwilym Meirion Jenkins
Gwilym Meirion Jenkins (Gowerton, 12 agosto 1932 – Lancaster, 10 luglio 1982) è stato uno statistico britannico. Fu pioniere insieme a George Box del modello lineare autoregressivo a media mobile, anche chiamato modello di Box-Jenkins nell'analisi delle serie storiche.
Ottenne un  first class honors degree in Matematica nel 1953 seguito da un dottorato al College Universitario di Londra nel 1956. Dopo la laurea sposò Margaret Bellingham ed ebbe tre bambini. Il suo primo lavoro fu come apprendista allo stabilimento della Royal Aircraft cui seguì un'attività di lettore e poi di professore all'Imperial College di Londra, all'Università di Stanford e alla Università di Princeton ed infine a quella del Wisconsin, per poi divenire un professore di ingegneria dei sistemi alla Università di Lancaster nel 1965. Il suo lavoro consisteva nell'individuare modelli per applicazioni di ingegneria chimica.
Quando era a Lancaster, fondò e divenne direttore della ISCOL (International Systems Corporation Of Lancaster) e vi rimase fino al 1974 quando creò una società di consulenza tutta sua.
Fece parte di una sezione del comitato di ricerca e consulenza della Royal Statistical Society negli anni sessanta, creò il Journal of Systems Engineering nel 1969 e ricoprì anche un ruolo pubblico per il Royal Treasury  a metà degli anni settanta. Morì per un Linfoma di Hodgkin nel 1982.